# Celle que j'aime
Pour plus de détails, voir Fiche technique et Distribution.
Celle que j'aime est un film français réalisé par Élie Chouraqui en 2008 et sorti en 2009.

## Synopsis
Isabelle est divorcée. Elle vit avec son petit garçon comme en couple. Depuis un an déjà, mais très discrètement, elle voit un homme : Antoine. Lui aimerait vivre leur histoire au grand jour. Elle lui demande de patienter pour ne pas heurter Achille. Un matin, de très bonne heure, tandis qu'Isabelle pousse Antoine dehors pour qu'Achille ne le voie pas à son réveil, l'enfant surprend les deux amants. Serait-ce l'occasion d'être clair sur la situation ? Achille ne dit rien, Isabelle non plus. L'anecdote est classée.
Le jour de l'anniversaire d'Isabelle, les deux amants arrivent chez la jeune femme. Ils poussent la porte dans une perspective amoureuse très intense. Ils ne voient pas que plusieurs de leurs amis sont là, dans l'appartement. L'enfant est face à eux à côté de son père, Jean. Antoine souhaite engager une relation avec le petit Achille : il lui propose que les choses soient claires entre eux : amis ou ennemis ? L'enfant choisit, ça sera ennemis.
De ce jour, les choses s'aggravent entre eux. Achille tente de dégrader la voiture d'Antoine. Il observe une situation avec la nurse et la tourne en provoquant la jalousie de sa mère. S'il échoue là, il fait passer sans rien dire une épreuve où Antoine risque sa vie. L'échec de ses deux coups les plus forts ne le fait pas arrêter. Lorsqu'il se bagarre à l'école et qu'il revient sérieusement amoché à la maison, il laisse entendre que le fautif, voire le responsable, n'est autre qu'Antoine. C'est la police qui fait sortir Antoine de l'appartement. Achille imagine qu'il va pouvoir faire revenir ses parents ensemble. Il y parvient quelques jours, mais c'est Jean qui informe son fils qu'il a quelqu'un à lui présenter.

## Fiche technique
- Titre : Celle que j'aime
- Réalisation et scénario : Élie Chouraqui
- Musique : Nathaniel Mechaly
- Société de distribution : Mars Distribution
- Pays de production :  France
- Langue : français
- Durée : 103 minutes
- Date de sortie : France : 22 avril 2009

## Distribution
- Barbara Schulz : Isabelle
- Marc Lavoine : Antoine
- Gérard Darmon : Jean
- Anton Balekdjian : Achille
- Moïra Grassi : Anne
- Jean-Pierre Malo : Brice
- Victoria Olloqui : Claire
- Lannick Gautry : Steph
- Mark Grosy : Alex
- Liina Brunelle : Johana
- Laurence Schonberg : La prof
- Lucas Mercier : Louis
- Oliver Cywie : Max
- Alex Diot : Le grand Marcel
- Pierre Diot : Le psy
- Didier Cauchy : Homme voiture rayée
- Joachim Salinger : L'homme du journal 1
- Pierre Moure : L'homme du journal 2
- Marc Andreoni : Le médecin hôpital
- Marie Menges : La collaboratrice
- Thibaut Amorfini : L'animateur)
- Florent Bigot de Nesles : Le garçon de café
- Léa Wiazemsky : Madame Lapierre
- Samuel Castro : Le médecin du SAMU
- Mathias Weber : Collaborateur 1
- Stephane Bidault : Collaborateur 2
- Priscilla de Laforcade : Chanteuse club de jazz
- Fabien Cahen : Guitariste club de jazz
- Anouk Aimée : La belle dame du café (jouant elle-même)
- Christian Charmetant : L'inspecteur

## Cinéma dans le film
Dans le film, plusieurs extraits des films de Jacques Demy sont visibles. Par ordre d'apparition à l'écran :
- Barbara Schulz et Anton Balekdjian vont voir le film Les Demoiselles de Rochefort au cinéma.
- Gérard Darmon et Anton Balekdjian vont voir le film Les Parapluies de Cherbourg au cinéma, et l'on entend la chanson Devant Le Garage.
- Gérard Darmon et Anton Balekdjian vont voir le film Lola au cinéma, et l'on entend La chanson de Lola.